# Francisco de Paula Pavía y Pavía
Francisco de Paula Pavía y Pavía (Cádiz, 17 de julio de 1812 – Madrid, 7 de noviembre de 1890) fue un político español, ministro de Marina en varios gabinetes de gobierno de la Restauración borbónica.

## Biografía

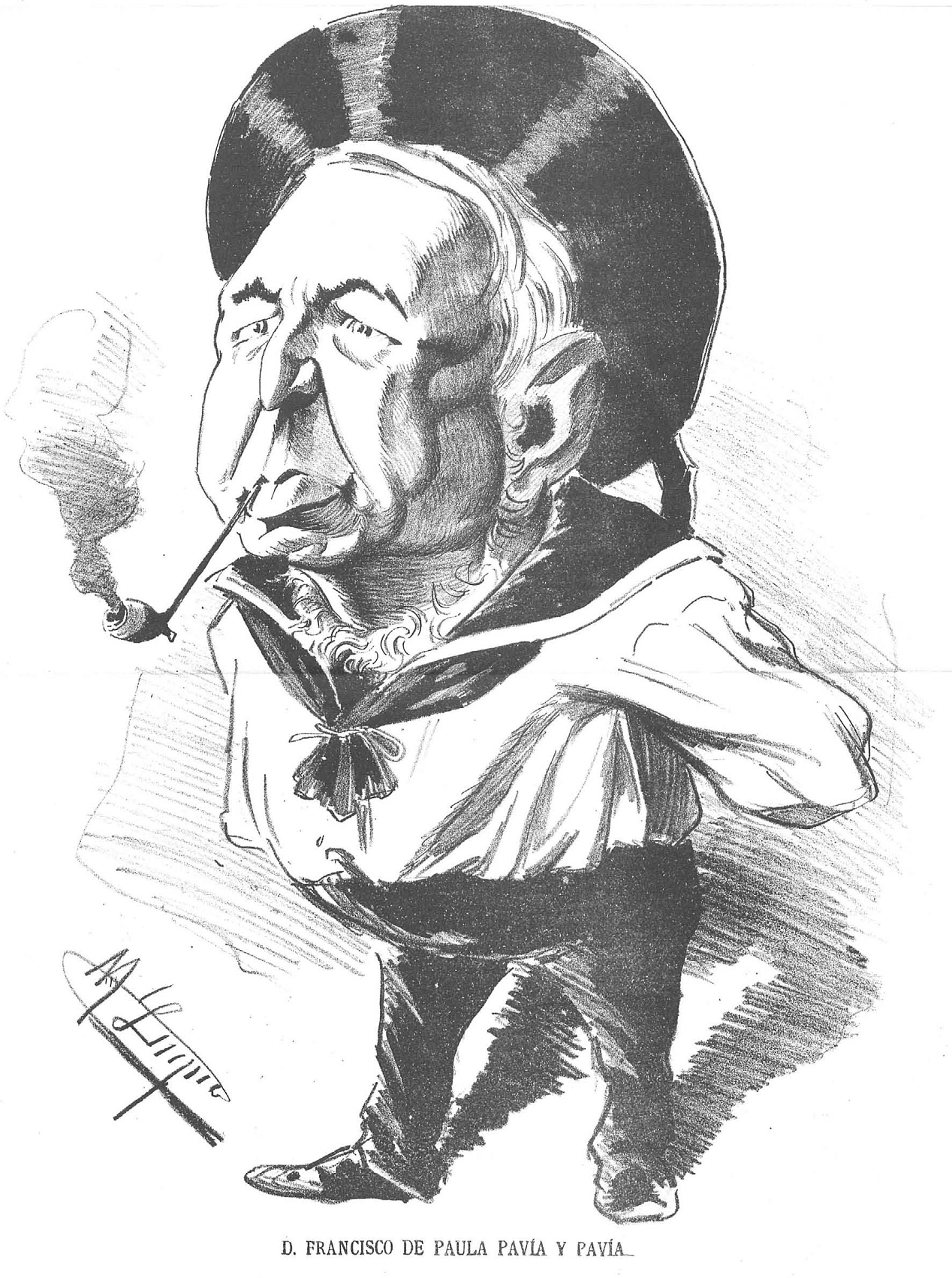
Caricatura de Pavía en El Buñuelo, 1881.

Nacido en Cádiz el 18 de julio de 1812, ingresó en la Marina cuando apenas contaba once años de edad. Después de una brillante carrera fue promovido a brigadier en 1852, a jefe de escuadra en 1863 y a vicealmirante en 1869. En diferentes ocasiones mandó los Departamentos de la Península y los Apostaderos de Ultramar.
Fue ministro de Marina desde septiembre de 1877 a diciembre de 1879, primero con los gobiernos conservadores de Cánovas del Castillo y Martínez Campos, para pasar en 1881 a hacerlo con el gobierno liberal de Sagasta. En esta época acompañó al rey Alfonso XII en su viaje a bordo de la escuadra por las costas de Galicia, asistiendo en Ferrol a la botadura del crucero Navarra y del cañonero Paz. Fue responsable de encargar en 1882 el monumento a Colón del puerto de Cartagena, obra de Juan Sanmartín y Senra.
Fue senador vitalicio desde abril de 1877, después de haberlo sido electivo en 1876.
Falleció en Madrid la madrugada del 7 de noviembre de 1890. En el momento de su muerte desempeñaba los cargos de vicepresidente del Consejo Supremo de Guerra y Marina y de vicepresidente del Senado. Fue enterrado en la Sacramental de San Justo.

## Condecoraciones
Poseía las siguientes condecoraciones:
- Caballero gran cruz de la Orden de Carlos III.
- Caballero gran cruz de la Orden de Isabel la Católica.
- Caballero gran cruz de la Orden de San Hermenegildo.
- Caballero gran cruz de la Orden de Nuestra Señora de la Concepción de Villaviciosa.
- Caballero gran cruz de la Orden de los Santos Mauricio y Lázaro, de Italia.
- Caballero gran cruz de la Orden de Leopoldo de Austria.
- Caballero gran cruz de la Orden de San Salvador de Grecia.
- Medalla de oro del Dragón Volante del Imperio de Annam.
- Gran cruz del Mérito Naval.
- Cruz Laureada de San Fernando de segunda clase.
- Cruz de la Diadema Real.
- Medalla de Irún y también la del Tercer Sitio de Bilbao.